# Cửa khẩu A Đớt
Cửa khẩu A Đớt là cửa khẩu tại vùng đất xã Lâm Đớt, huyện A Lưới, thành phố Huế, Việt Nam .
Cửa khẩu A Đớt thông thương với cửa khẩu Tavang (Tà Vàng) 16°04′00″B 107°22′30″Đ / 16,066642°B 107,375008°Đ ở Ban Tavang muang Kaleum tỉnh Sekong, CHDCND Lào .
Cửa khẩu A Đớt ở trên đèo Bà Lạch ở quốc lộ 14 cũ, cách thị trấn A Lưới cỡ 30 km theo đường này về hướng đông nam. Quốc lộ 14 cũ được xây dựng từ thời Pháp thuộc, có đoạn ở trên đất Lào cỡ 15 km, từ đèo Bà Lạch đến đèo A Yên xã A Nông huyện Tây Giang tỉnh Quảng Nam.
Đầu những năm 2000 dự án Đường Hồ Chí Minh ở vùng này triển khai, mở mới đường hoàn toàn trên đất Việt Nam, trong đó có hầm đường bộ A Roàng.

## Hoạt động
Cửa khẩu A Đớt là thành tố chính để lập ra khu kinh tế cửa khẩu A Đớt theo Quyết định số 64/2008/QĐ-TTg ngày 22/05/2008 của Thủ tướng Chính phủ . Tuy nhiên cho đến năm 2011 hoạt động giao thương ở cửa khẩu còn trầm lắng .